# 杰弗里·哈布什
杰弗里·哈布什（英語：Jeffrey J. Haboush）美国音频工程师。他获得过3次奥斯卡最佳音响效果奖提名。自1983年起，哈布什参与制作了150多部电影。1989年他曾因木偶宝贝中的杰出混音而赢得过1次日间艾美奖。

## 部分影视作品
- 蜘蛛侠2 (2004)[1]
- 特工绍特 (2010)[2]
- 变形金刚3 (2011)[3]